# Suleiman Al-Obaid
Suleiman Al-Obaid (in arabo سليمان العبيد‎?; Gaza, 24 marzo 1984 – Striscia di Gaza, 6 agosto 2025) è stato un calciatore palestinese, di ruolo attaccante.

## Biografia

### Carriera sportiva
Soprannominato il "Pelé palestinese", ha trascorso la maggior parte della sua carriera militando nelle fila della squadra palestinese del Khadamat Al-Shatea, dove ha iniziato a giocare nel 2007, arrivando a vincere il campionato della Prima Lega della Cisgiordania nel 2011 con il Markaz Shabab Al'Amari, e a laurearsi capocannoniere del Campionato della striscia di Gaza nelle stagioni 2015-16, 2016-17 e 2017-18, militando prima nel Gaza Al-Riyadi e poi nuovamente nel Khadamat Al-Shatea, dopo aver fatto ritorno nella Striscia nel 2013.
 In campo internazionale, Al-Obaid ha segnato il suo primo gol con la nazionale palestinese - una sforbiciata che marcò il 2 a 1 nella vittoria per 3 a 1 contro la nazionale yemenita - durante il campionato della Federazione calcistica dell'Asia occidentale del 2010, rappresentando il suo Paese anche durante le qualificazioni all'AFC Challenge Cup del 2012, le qualificazioni al campionato mondiale di calcio del 2014 e le qualificazioni alla Coppa d'Asia 2015.

### Morte
Stando a quanto riferito dalla federazione calcistica palestinese, il 6 agosto 2025 Al-Obaid fu colpito a morte dalle forze militari israeliane mentre, presso un campo della Gaza Humanitarian Foundation, nella Striscia di Gaza meridionale, attendeva aiuti umanitari insieme ad altri civili. Lasciò la moglie e cinque figli.